# Walter Lippmann (journalist)

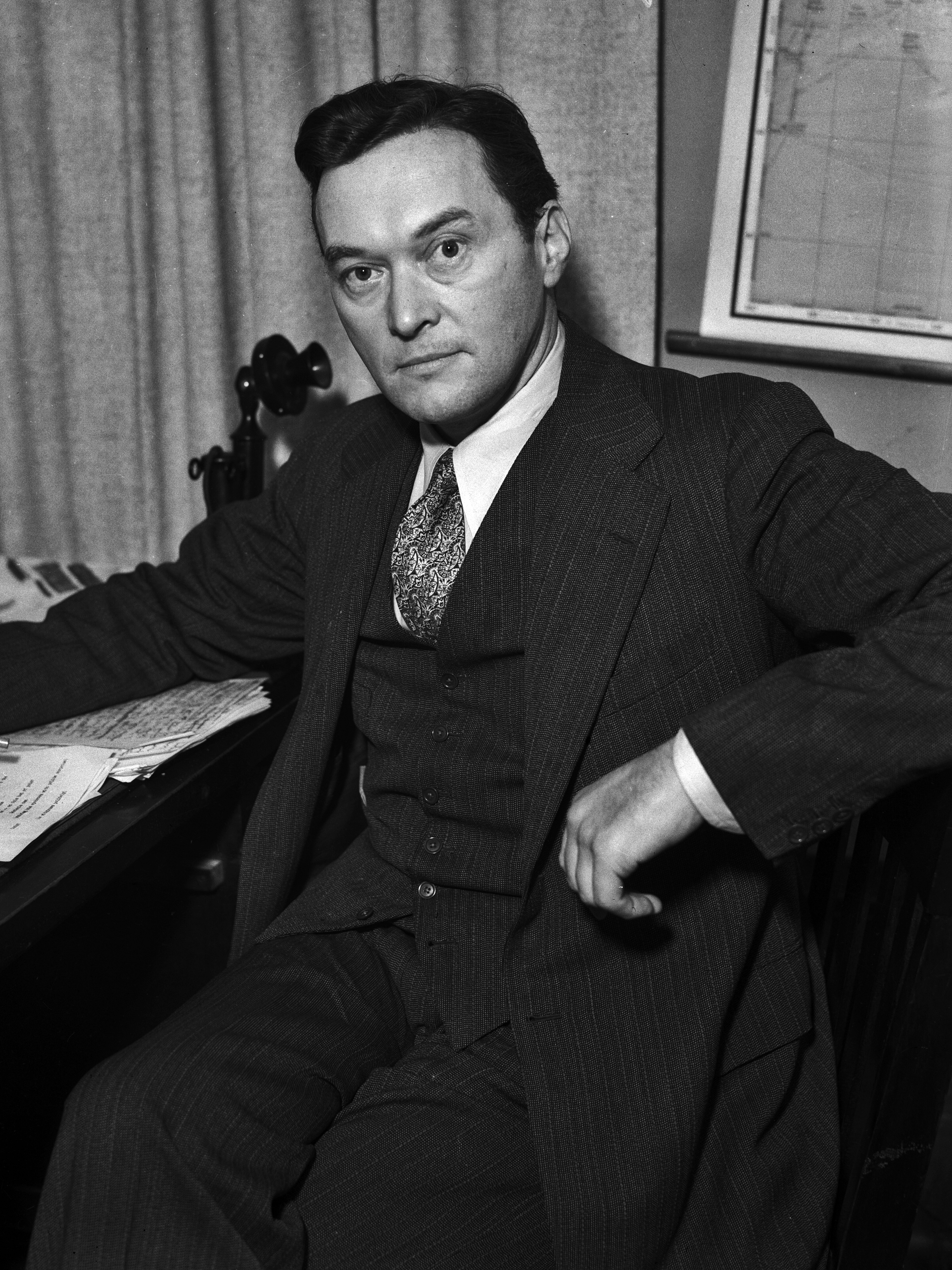
Walter Lippmann aan zijn bureau, 1936

Walter Lippmann  (New York, 23 september 1889 - aldaar, 14 december 1974) was een Amerikaans journalist en publicist. Hij staat bekend als de meest getalenteerde en invloedrijke politieke journalist van de Verenigde Staten in de twintigste eeuw. Zijn boek Public Opinion (1922) over de media en de publieke opinie geldt als standaardwerk voor de mediawetenschap.

## Jeugd en studie
Lippmann werd geboren in de Upper East Side van New York. Zijn ouders waren Joden van Duitse herkomst. Zijn vader Jacob kon rentenieren dankzij het geld van de textielfabriek van zijn vader en de onroerend goed-speculatie van zijn schoonvader.
Zijn moeder, Daisy Baum, verkeerde in de high society van New York en het gezin bracht regelmatig vakanties door in Europa. In 1896 ging Walter naar een jongensschool en vervolgde zijn opleiding aan een gymnasium, waar hij elf uur oud-Grieks en vijf uur Latijn per week kreeg. Hij was pas dertien jaar oud toen hij in 1903 zijn eerste artikel publiceerde in een schoolkrant. Op zeventienjarige leeftijd startte hij de studie filosofie en vreemde talen aan Harvard en studeerde daar in 1910 af.

## Loopbaan
De eerste stappen in de journalistiek zette Lippmann bij de Boston Common, het weekblad van zijn schoonvader. Maar dat beviel hem niet en op zoek naar bevredigender werk liep hij stage bij het tijdschrift Everybody. In 1914 was hij mede-oprichter van het progressieve weekblad The new republic. Hij richtte zich vooral op onderzoeksjournalistiek en was een van de eerste muckrackers van de Verenigde Staten.
Zijn eerste boek A preface to Politics publiceerde hij in 1913, toen hij 24 jaar oud was. Hij waarschuwt hierin voor het gevaar van onverschilligheid in de politiek. Het wegkijken en het zwijgen zijn een groot gevaar voor de democratie.
Toen de Verenigde Staten in 1917 deelnam aan de Eerste Wereldoorlog ging Lippmann aan het werk als assistent van de minister van Oorlog, Newton Baker. Daarna was hij het jongste lid van de Inquiry, een geheime groep van specialisten die scenario’s moesten voorbereiden voor de vredesonderhandelingen om de oorlog te beëindigen.
In 1931 kreeg Lippmann het verzoek van Ogden Reid, de hoofdredacteur van de conservatieve New York Herald Tribune, om bij zijn krant te komen werken. Ondanks zijn liberale opvattingen stemde hij toe in dit aanbod. In deze krant begon Lippmann zijn vermaarde column over de toestand in de wereld, Today and Tomorrow, die hij 36 jaar lang zou schrijven. Als laatste deed hij dat in 1963 voor de Washington Post. Zijn column was dermate populair dat honderd kranten, samen goed voor tien miljoen exemplaren, hem ook publiceerden. De kracht van Lippmann lag in het helder uitleggen van complexe problemen. Hij gaf een degelijke analyse, zonder meteen met oplossingen te komen.

## De media en de publieke opinie
Lippmanns boek Public Opinion verscheen in 1922, vier jaar na de Eerste Wereldoorlog, waarin beïnvloeding van de opinie door middel van propaganda een belangrijk wapen was. Zo deed in Amerika het gerucht de ronde dat de Duitsers besmettelijke ziektes, zoals influenza, over de wereld verspreidden, zowel onder mensen als dieren. Lippmann maakte het allemaal mee als inlichtingenofficier en schreef later een aantal kritische essays over het falen van de media om het nieuws precies en objectief weer te geven.
In A Test of the News (1920) beschreef Lippmann in zijn tijdschrift The New Republic hoe de Amerikaanse pers verslag had gedaan van de Russische Revolutie. Zijn conclusie was dat het nieuws over Rusland niet gebaseerd was op de realiteit, maar op wat de media wilden zien. Hij concludeerde dat "het grote publiek geen goed oordeel over het nieuws kan vellen, wanneer het zich moet baseren op leugens, geruchten en grove overdrijvingen van de feiten."
Daarnaast kun je de nieuwsconsumenten niet over één kam scheren, zegt Lippmann, het zijn verschillende bevolkingsgroepen met een andere kijk op de realiteit. Het merendeel van onze blik op de wereld filteren we uit externe bronnen. Deze informatie leidt tot een soort van geestelijke kaart met een verzameling vereenvoudigde beelden van de wereld. Hiermee zoeken we een weg in de overvloed van informatie. Het is dus in zichzelf een beperkte kijk, constateerde Lippmann.
In het begin van de 20e eeuw domineerde William Randolph Hearst het medialandschap met zijn conglomeraat aan kranten. Lippmann zag dat de explosie van communicatietechnologie leidde tot grote verwarring bij de kleine man. Zijn vertrouwde wereld was duister en mechanistisch geworden. In die zin was Public Opinion een boek met een vooruitziende visie.

## Een nieuwe kijk op het liberalisme
Naast zijn journalistiek werk kreeg hij ook bekendheid met zijn denkbeelden over een nieuwe inhoud van het liberalisme. Een van zijn beroemdste boeken is An Inquiry into the Principles of The Good Society (1937), beter bekend als The Good Society. Hij beschrijft de grote veranderingen in de economie en de politiek in de jaren dertig. Wereldwijd constateert hij het opkomen van staatsinterventie en hij ziet vooral het gevaar hiervan in de centralistisch geleide Sovjet-Unie. Lippmann pleit voor een mix van de ideeën van John Maynard Keynes en Friedrich Hayek, waarbij ingrijpen van de staat en de vrije markt samengaan. Critici merken op dat Lippmann tijdens zijn leven van linkse opvattingen naar de rechterkant is opgeschoven. In Italië en Portugal vond The Good Society veel weerklank en dat resulteerde in de vorming van corporaties.
Lippmann raakte diep teleurgesteld in de technocratie, die opkwam na de Tweede Wereldoorlog, maar was ervan overtuigd dat de elite een sturende kracht kon zijn. Het Amerikaanse liberalisme zou zich (moeten) inzetten tegen de verspreiding van desinformatie.
Zijn hart lag niet volledig bij de journalistiek. Essays en boeken schrijven hadden ook zijn liefde. Journalistiek was handig om invloed te hebben en hij noemde de krant een soort laboratorium waarin je allerlei theorieën kunt uittesten.
Onder de titel Proefballon schreef Lippmann op 25 oktober 1962 in de New York Herald Tribune een column over de Cubaanse raketcrisis. Het is aannemelijk dat veel van deze tekst is ingefluisterd door intimi van president Kennedy. De spanning en de risico’s waren groot en de tijd beperkt. Moest Amerika Cuba geheel blokkeren of de strijd aangaan met Russische schepen op weg naar het eiland? Lippmann pleitte ervoor om de diplomatie nog een kans te geven.
Tijdens zijn lange loopbaan bekleedde Lippmann een zeldzame plek in het openbare leven. Hij beïnvloedde de publieke opinie als journalist, maar mengde zich ook in de Amerikaanse politiek als raadgever van presidenten, politici en hooggeplaatste militairen. Hij was een veelschrijver: tussen 1913 en 1961 publiceerde hij 27 boeken. Daarnaast schreef hij meer dan 7000 hoofdartikelen, krantencolumns en bijdragen in tijdschriften. Als bekende Amerikaan ontving hij ook talloze brieven van bewonderaars, waarvan hij ook de meeste beantwoordde. Bij zijn overlijden noteerde NRC dat the grand old man van de Amerikaanse journalistiek was heengegaan.
- Bibsys: 90180302
- Biblioteca Nacional de España: XX1000770
- Bibliothèque nationale de France: cb12339158b (data)
- Catàleg d'autoritats de noms i títols de Catalunya: 981058513330306706
- CiNii: DA0129037X
- Gemeinsame Normdatei: 118780131
- International Standard Name Identifier: 0000 0001 2099 2674
- Library of Congress Control Number: n80019504
- Nationale Bibliotheek van Letland: 000288833
- MusicBrainz: 4c0ba148-4ee1-4d90-b284-ef93a45908f3
- National Archives and Records Administration: 10580425
- Bibliotheek van het Japanse parlement: 00447807
- Nationale Bibliotheek van Tsjechië: skuk0000805
- Nationale bibliotheek van Australië: 35662837
- Nationale Bibliotheek van Israël: 987007264789405171
- Nationale Bibliotheek van Polen: a0000002369275
- Nederlandse Thesaurus van Auteursnamen: 068895364
- Réseau des bibliothèques de Suisse occidentale: 02-A003524574
- Istituto Centrale per il Catalogo Unico: RAVV055021
- LIBRIS: 294619
- SNAC: w6xp73wn
- Système universitaire de documentation: 027485080
- Trove: 1031947
- Virtual International Authority File: 14844144
- WorldCat: E39PBJyGWPKx8VcpYxFHkPPYT3